# Howard Deering Johnson

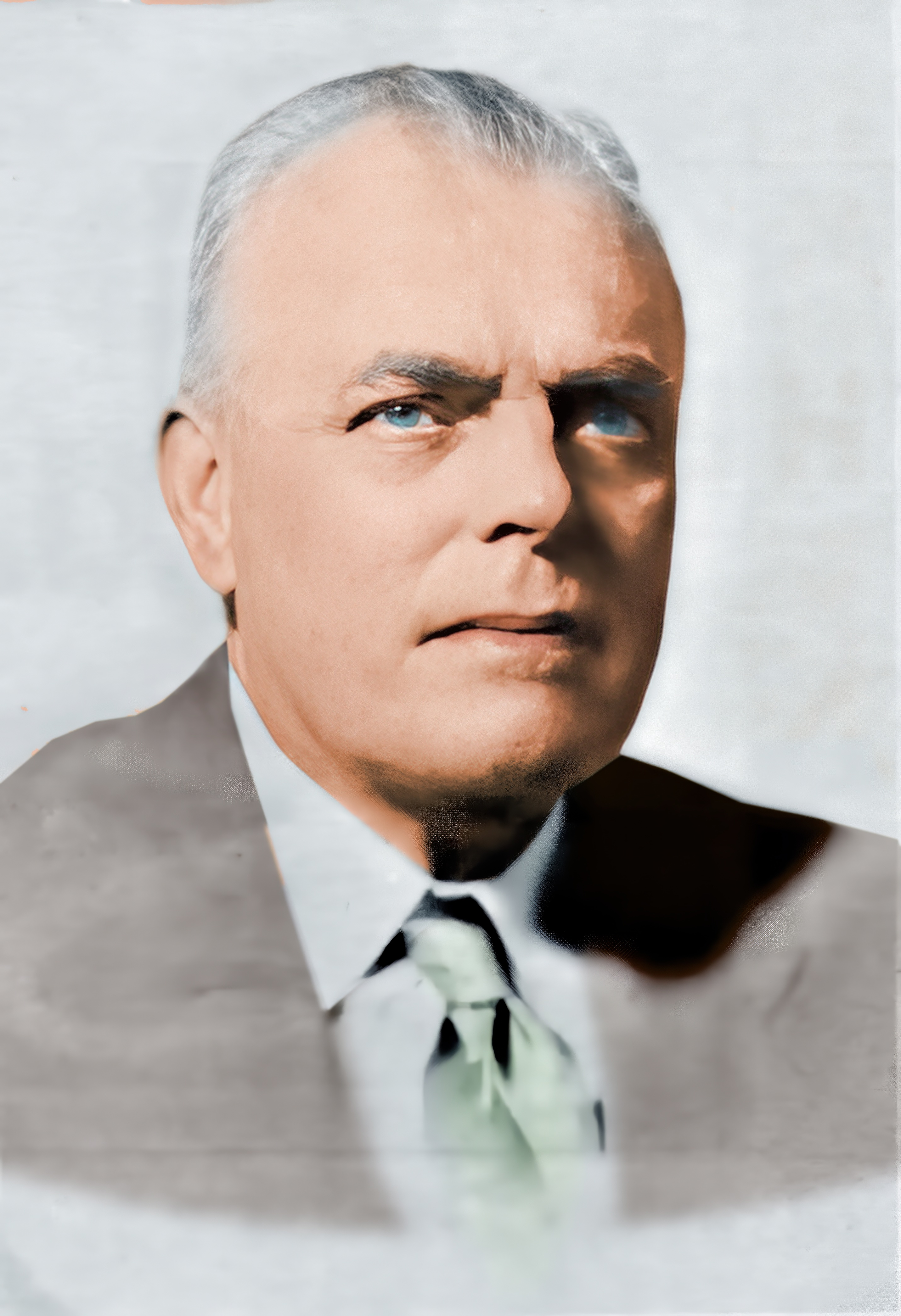
Howard Deering Johnson, restauriertes Foto von 1955

Howard Deering Johnson (* 2. Februar 1897 in Boston, Massachusetts; † 20. Juni 1972 in Milton, Massachusetts) war ein US-amerikanischer Unternehmer und Gründer der Restaurant- und Hotelkette Howard Johnson’s.

## Leben
Der in Boston geborene Howard Deering Johnson verließ im jugendlichen Alter die Schule und arbeitete im Zigarrengeschäft seines Vaters. Im Ersten Weltkrieg war er in Frankreich bei den American Expeditionary Forces eingesetzt. Als sein Vater John Hayes Johnson starb, erbte der vierundzwanzigjährige Sohn dessen Unternehmen mit beträchtlichen Schulden. Mit geliehenem Geld erwarb er 1925 einen Gemischtwarenladen für Drogerie-, Getränke- und Presseartikel. Das Geschäft florierte gut und er beschäftigte zahlreiche Angestellte, in erster Linie Zeitungsausträger. Sein besonderes Interesse konzentrierte sich bald auf den Vertrieb von Speiseeis, das außerordentlich gefragt war. Johnson intensivierte die Herstellung von Speiseeis und entwickelte seine eigene unverwechselbare Marke mit einer cremigen Konsistenz und 28 verschiedenen Aromen. Das Eis verkaufte er zunächst in Eisdielen, sah sich jedoch bald nach größeren Restaurantbetrieben um. Ihm fehlten jedoch die Mittel, um Restaurants zu bauen. Deshalb verkaufte er die Rechte, seine Rezepte und seinen Markennamen an solvente Partner. Dies war gleichzeitig Johnsons Einstieg in das Franchising. Nach diesem erfolgreichen Geschäftsmodell fügte er weitere Franchise-Unternehmen hinzu und begann neben den Restaurants auch Motor Lodges und Hotels zu bauen.
Einen Gewinneinbruch während des Zweiten Weltkriegs konnte er verkraften, um von der anziehenden Wirtschaft in den 1950er und 1960er Jahren umso stärker zu profitieren. 1969 zog sich Howard Deering Johnson aus der Führung des Unternehmens zurück und sein Sohn Howard Brennan Johnson übernahm die alleinige Leitung, der nach dem Tod des Vaters einen Bestand an 649 Restaurants in Firmenbesitz, 280 Franchise-Restaurants, 125 vom Unternehmen betriebene Motor Lodges und 411 Franchise Motor Lodges verwaltete.

## Privates
Johnson war viermal verheiratet und hatte zwei Kinder, die Tochter Dorothy Verne Johnson (* 1930) und den Sohn Howard Brennan Johnson (* 1933).
Seine Kinder wurden zuweilen zu Werbezwecken eingesetzt, beispielsweise waren sie auf Werbetafeln mit der Unterschrift „We love our daddy's ice cream.“ („Wir lieben Papas Eiscreme.“) zu sehen.
Eis war auch privat seine Lieblingsspeise. Er aß es täglich und hatte stets 10 Geschmacksrichtungen in den Gefrierschränken seines Penthauses vorrätig.